# Odlezly
Odlezly (německy Voitles) jsou vesnice, část obce Žihle v severní části okresu Plzeň-sever v Plzeňském kraji. Leží dva kilometry jižně od Žihle.

## Název
Název vesnice je odvozen z přídavného jména odlezlý, které označovalo lidi žijící v odlehlé krajině. V historických pramenech se jméno objevuje ve tvarech: Otlech (1268), Otlezly (1420), Wodlezly (1595), Vodlezla (1631), Woydles (1665), Grosz Voitles a Klein Voitles (1785), Voitles a Klein Voitles (1838) a Odlezly nebo německy Voitles (1854).

## Historie
První písemná zmínka o Odlezlech pochází z roku 1268, kdy vesnici koupil plaský klášter od biskupa Jana III. z Dražic. V majetku kláštera Odlezly zůstaly do roku 1419, kdy je opat Gotfrýd zastavil Ducovi z Vařin, Ondřeji ze Slatiny a Hrdoňovi z Dubiny. Brzy poté se vesnice stala součástí rabštejnského panství, jehož součástí zůstala až do zrušení patrimoniální správy.
V roce 1860 vesnice patřila k potvorovské farnosti.

## Přírodní poměry
Odlezly sousedí na severu s Žihlí, na severovýchodě s Přehořovem a na jihozápadě s Chrášťovicemi. Jihovýchodně od vsi leží na Mladotickém potoce geologicky mladé Odlezelské jezero, do kterého ústí i Odlezelský potok. Vsí protéká Odlezelský potok.

## Obyvatelstvo
Při sčítání lidu v roce 1921 zde žilo 104 obyvatel (z toho padesát mužů), z nichž bylo 64 Čechoslováků a čtyřicet Němců. Všichni byli římskými katolíky. Podle sčítání lidu z roku 1930 měla vesnice 102 obyvatel: 72 Čechoslováků a třicet Němců. Kromě deseti členů církve československé se hlásili k římskokatolické církvi.
| Rok            | 1869 | 1880 | 1890 | 1900 | 1910 | 1921 | 1930 | 1950 | 1961 | 1970 | 1980 | 1991 | 2001 | 2011 | 2021 |
| -------------- | ---- | ---- | ---- | ---- | ---- | ---- | ---- | ---- | ---- | ---- | ---- | ---- | ---- | ---- | ---- |
| Počet obyvatel | 115  | 126  | 113  | 105  | 116  | 104  | 102  | 68   | 75   | 57   | 54   | 48   | 42   | 50   | 54   |
| Počet domů     | 21   | 22   | 26   | 21   | 21   | 19   | 22   | 26   | 26   | 17   | 17   | 23   | 24   | 18   | 24   |

## Obecní správa
V roce 1850 se Odlezly pravděpodobně staly osadou obce Hluboká v politickém okrese Kralovice a soudním okrese Manětín. V letech 1855–1858 patřily do obvodu smíšeného okresního úřadu v Manětíně. Mezi první a druhou světovou válkou osadní orgány neúspěšně usilovaly o zřízení samostatné obce. K tomu došlo až po podpisu Mnichovské dohody, kdy se Hluboká ocitla na území Říšské župy Sudety, zatímco Odlezly zůstaly v Československu a roku 1838 v nich byl zřízen obecní úřad. K obci tehdy patřila osada Kalec. Obecní úřad sídlil v domě čp. 13 a starostou se stal František Hakr a od roku 1940 Ludwig Korda. V roce 1942 vedení úřadu převzal vládní komisař Albert Sokolík. Obecní úřad byl zrušen v roce 1945, kdy jeho funkci převzal místní národní výbor. Od roku 1964 jsou částí obce Žihle v okrese Plzeň-sever.

## Pamětihodnosti
- Socha svatého Floriána

## Galerie

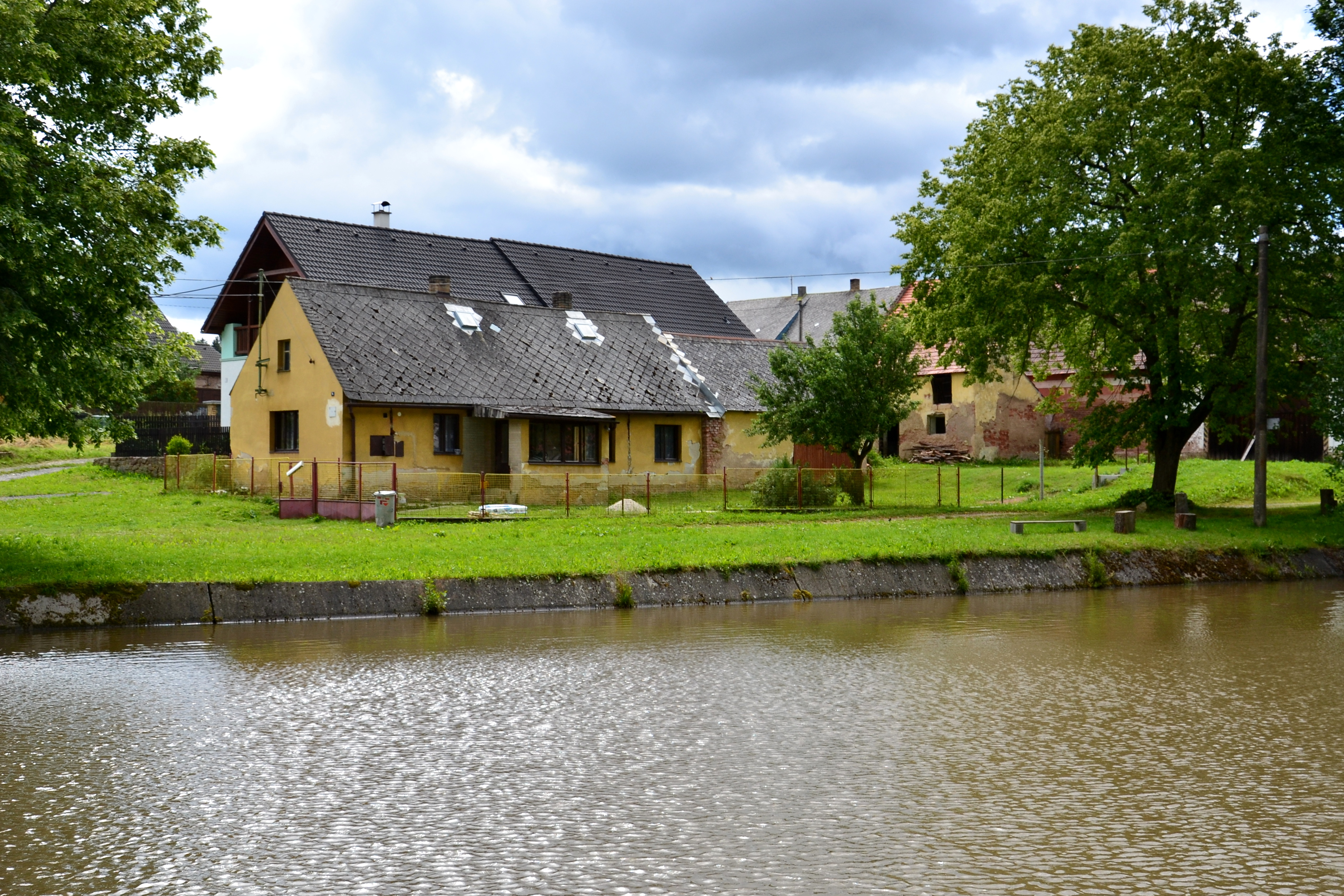
Dům u návesního rybníka
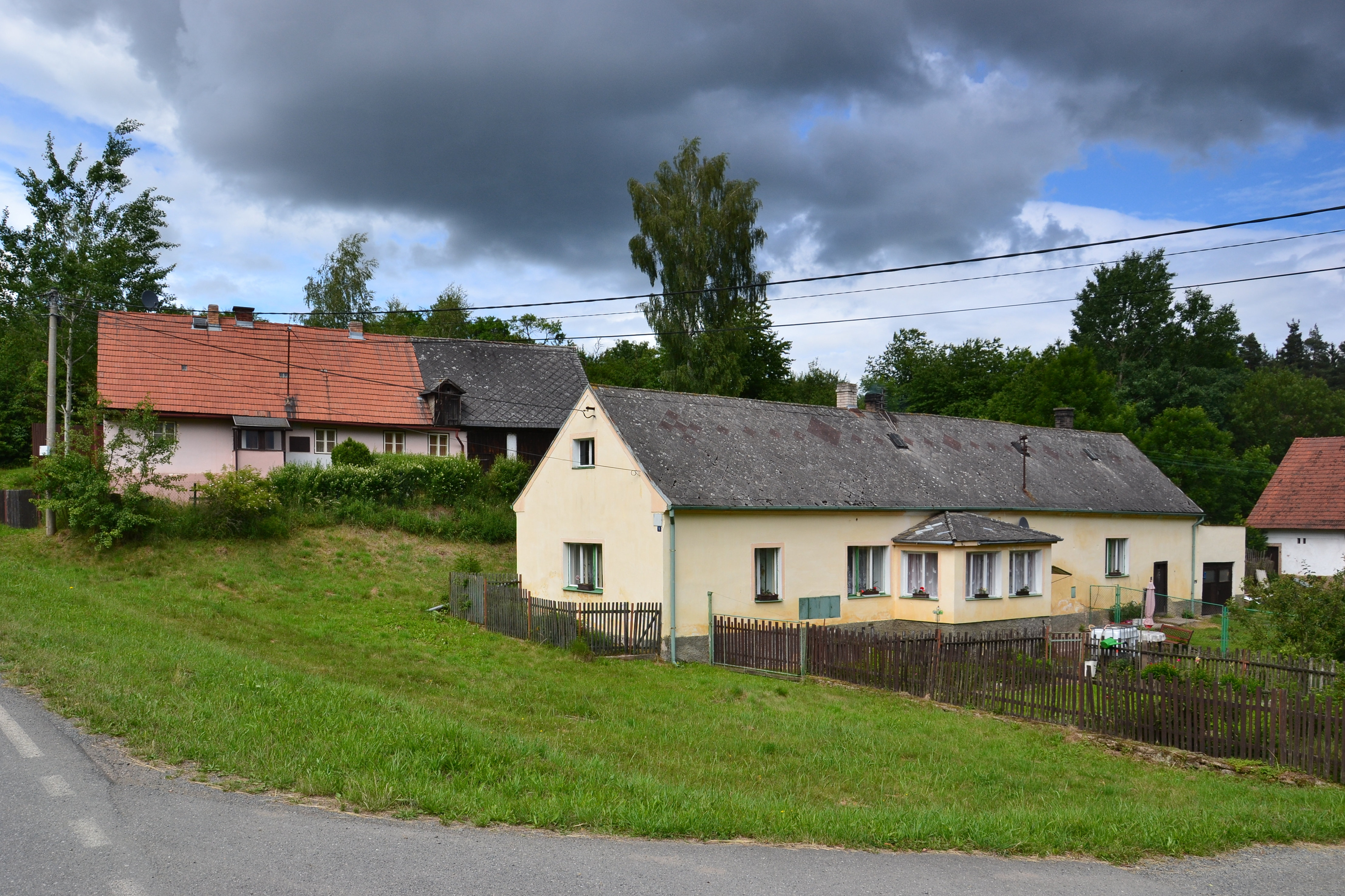
Severní část vesnice
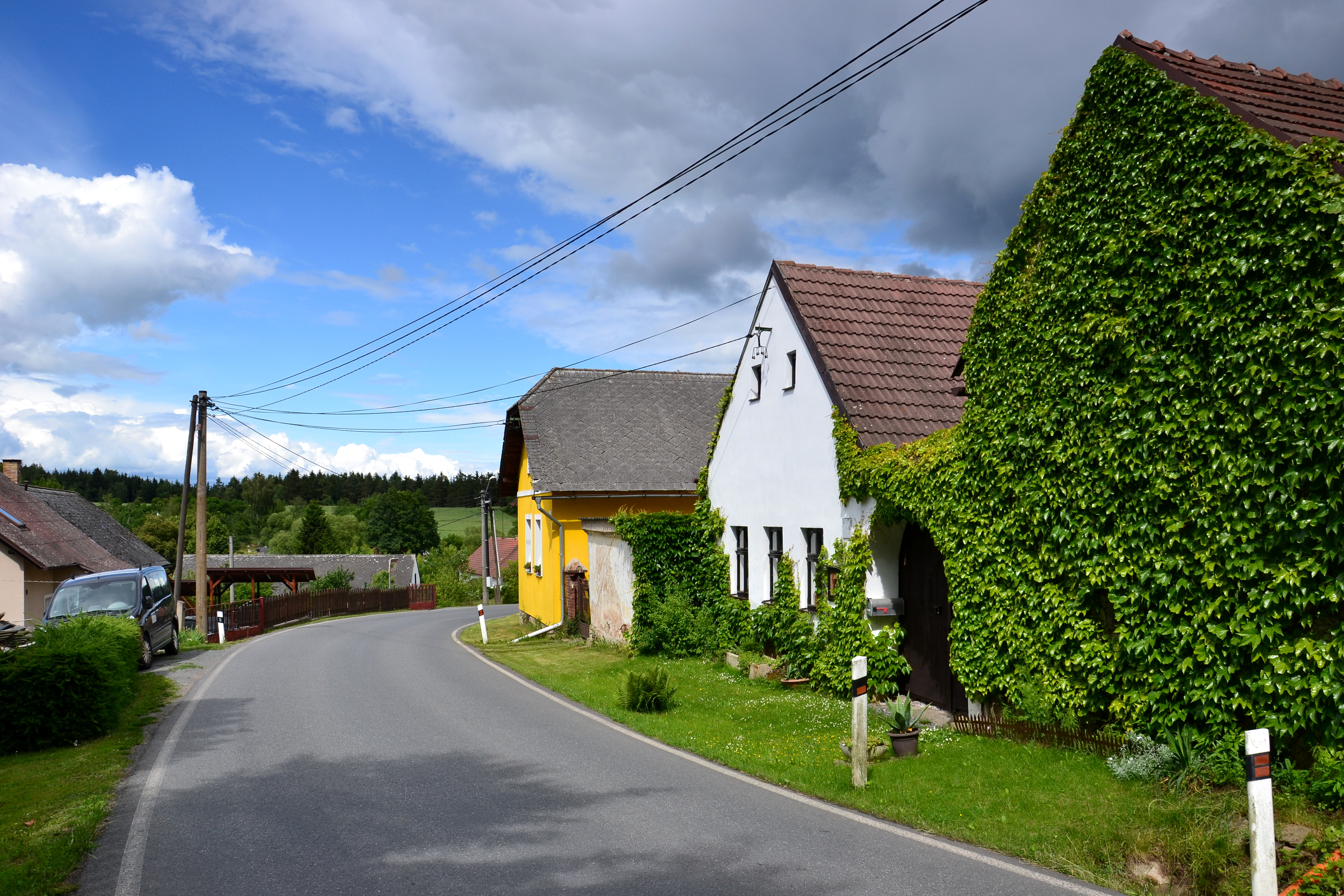
Jižní část vesnice